# Приветное (винодельческое предприятие)
Государственное предприятие «Приветное» (ГП «Приветное», ранее Совхоз-завод «Приветное») — винодельческое предприятие первичного и вторичного виноделия, основанное в 1958 году. Предприятие входит в состав ФГУП ПАО «Массандра».

## История
Предприятие образовано в 1958 году, посредством объединения колхозных земель.
ГП «Приветное» имеет отделение в селе Зеленогорье.
Основным видом деятельности ГП «Приветное» является виноделие. Площадь виноградников составляет 361 га.
Сортовой состав насаждений представлен:
- Технические сорта: Альбильо, Бастардо Магарачский, Джеват Кара, Кокур белый, Кефесия, Каберне Совиньон, Саперави, Мадерные, Мурведр, Эким Кара, Шардоне и др.
- Столовые сорта: Асма, Восторг, Грочанка, Италия, Молдова, Ранний Магарача, Мускат Гамбургский, Мускат янтарный, Шабаш и др[2].

На предприятии выращивают фрукты (площадь садов 50 га) и табак сорта «Американ» (площадь насаждений 30 га).
В старинных путеводителях посвящённых виноделию данной местности содержалась информация, о том, что в Ускуте были лучшие обрезчики винограда в Крыму.

## Вина
Предприятие специализируется на производстве крепких и десертных вин.
- 1936 — «Портвейн белый Сурож» (4 золотых медали)
- 1951 — «Мадера Крымская» (2 золотых медали)
- 1991 — «Ай-Серез» (2 золотых медали)